# Mena, Ucraina
Mena (în ucraineană Мена) este orașul raional de reședință al raionului Mena din regiunea Cernigău, Ucraina. În afara localității principale, nu cuprinde și alte sate.

## Demografie
Componența lingvistică a orașului Mena
     Ucraineană (96,7%)
     Rusă (2,9%)
     Alte limbi (0,31%)
Conform recensământului din 2001, majoritatea populației orașului Mena era vorbitoare de ucraineană (96,7%), existând în minoritate și vorbitori de rusă (2,9%).